# Sceliphron madraspatanum
Sceliphron madraspatanum là một loài côn trùng cánh màng trong họ Sphecidae, thuộc chi Sceliphron. Loài này được Fabricius miêu tả khoa học đầu tiên năm 1781.